# Bathyconchoecia nodosa
Bathyconchoecia nodosa är en kräftdjursart som beskrevs av Poulsen 1972. Bathyconchoecia nodosa ingår i släktet Bathyconchoecia och familjen Halocyprididae. Inga underarter finns listade.